# ژلجین
ژلجین (به صربی: Željin) یک کوه در صربستان است که در کرالیفو واقع شده‌است. ژلجین ۱٬۷۸۵ متر بالاتر از سطح دریا واقع شده‌است.